# Enteromius quadripunctatus
Enteromius quadripunctatus é uma espécie de peixe actinopterígeo da família Cyprinidae.
Pode ser encontrada nos seguintes países: Quénia e Tanzânia.
Os seus habitats naturais são: rios.